# 大津口乡
大津口乡，是中华人民共和国山東省泰安市泰山区下辖的一个乡镇级行政单位。明末清初立村，因扼大津河口得名。

## 行政区划
大津口乡下辖以下地区：
范家庄村、李家泉村、大津口村、栗杭村、藕池村、沙岭村和牛山口村。